# 鈴木励和
鈴木 励和（すずき れお、2000年3月4日 - ）は、日本の俳優。
東京都出身。スペースクラフト所属。

## 出演

### TV
- USO!?ジャパン（2003年、TBS）
- ちちんぷいぷい（2003年、毎日放送） - 今日のダレ?
- いないいないばあっ!（2004年、NHK） - むしむしくん 役
- のりスタ!（2005年、テレビ東京）
- シンデレラになりたい!（2006年、TBS） - 倉持凡（幼少期） 役
- きょう発プラス!（2006年、TBS） - 假屋崎省吾（幼少期） 役
- 超歴史ミステリーロマン 大奥（2006年、テレビ東京）
- 轟轟戦隊ボウケンジャー（2006年2月 - 2007年2月、テレビ朝日）
- ネプベガスSP（2006年、TBS）
- SMAP×SMAP 粘土の王国（2006年、関西テレビ・フジテレビ）
- 『ぷっ』すまSP（2007年、テレビ朝日）
- 未来創造堂（2007年、日本テレビ） - 哲夫 役
- 愛のうた!（2007年10月 - 12月、TBS）
- 追跡〜失踪人捜査官・石森新次郎（2008年、TBS） - 園児 役
- 中居正広の金曜日のスマイルたちへ（2011年、TBS）
- タモリ倶楽部空耳アワー（2011年、テレビ朝日）
- 犬を飼うということ〜スカイと我が家の180日〜（2011年4月 - 6月10日、テレビ朝日） - 本郷大の友人 役
- 多摩南署たたき上げ刑事・近松丙吉（2011年、ファミリ劇場）
- 浪花少年探偵団（2012年7月 - 9月、TBS） - 野田翼 役
- エンドロール〜伝説の父〜（2012年、ドラマW） - 尾崎健太郎（幼少期） 役
- てふてふ荘へようこそ 第5話（2012年11月24日、NHK） - 裕太郎（幼少期） 役
- 西村京太郎トラベルミステリー 山形新幹線・つばさ129号の女!（2012年11月、土曜ワイド劇場） - 松山刑事（幼少期） 役
- ネオ・ウルトラQ 第9話「東京プロトコル」（2013年3月、ドラマW）
- 秘密のケンミンSHOW（2017年1月5日、読売テレビ）
- 三匹のおっさん〜正義の味方、みたび!!〜 第7話（2017年3月、テレビ東京） - キャッチ松本（幼少期） 役（スチール）
- 東海テレビ×WOWOW 共同製作連続ドラマ 犯罪症候群（2017年）
  - Season2（2017年6月 - 7月、WOWOW）
- ザ!世界仰天ニュース（2018年1月9日、日本テレビ）
- 仮面ライダージオウ EP3・EP45・EP46（2018年9月16日・2019年7月28日 - 8月4日、テレビ朝日） - 小和田 役

### 映画
- ハヴァ、ナイスディ 夕凪（2006年）
- ハラがコレなんで（2011年） - 児玉陽一（幼少期） 役
- 希望の国（2012年）
- メリーメリーメリー（2014年）
- ちはやふる 結び（2018年） - 富原西高校かるた部員 役
- 走れ!T校バスケット部（2018年） - 伊吹 役
- 平成仮面ライダー20作記念 仮面ライダー平成ジェネレーションズ FOREVER（2018年） - 小和田役

### CM
- ナショナル空気清浄機、新乾燥洗濯機（2005年 - ）
- サンスターDo（2006年 - ）
- 花王ビオレUハンドソープ（2006年 - ）
- PlayStation Portable（2006年 - ）
- 井村屋グループあずきバー（2006年 - ）
- タカラトミーCAUL ER（2006年 - ）
- マクドナルドハッピーセット（2010年10月 - ）
- HONDAステップワゴン（2012年4月 - ）
- ゼブラ デルガード（2017年）
- 星のドラゴンクエスト（2017年3月 - ）
- ジョンソン・エンド・ジョンソン
  - アキュビュー「春を見つめる篇」（2017年 - ）

### 雑誌
- おともだち（2005年4月号、講談社）
- 幼児と保育（小学館）
- キッズサイエンス（2006年、2月号、学研）
- プリプリ（世界文化社）
- ワンダーブック（世界文化社）
- 週刊少年ジャンプ

### その他
- のりのりダンシング（2005年、テレビ東京）
- キャンターエコハイブリッド（2006年）
- チャレンジ4年生
- 水泳大活やくBOOK（2011年7月号）
- 運動会大活やくBOOK（2011年5月号）
- チャレンジ5年生
- 未来!発見BOOK（2011年10月号）
- 中萬学院（2011年）
- パシオス（2011年 - 2012年）
- 東映ビデオ小学生向け消費者啓発映像「ネットトラブル気をつけよう」（2012年）